# Neanastatus maximicorpus
Neanastatus maximicorpus är en stekelart som beskrevs av Girault 1915. Neanastatus maximicorpus ingår i släktet Neanastatus och familjen hoppglanssteklar. Inga underarter finns listade i Catalogue of Life.